# جیم اسمیت
جیم اسمیت (انگلیسی: Jim Smith; ۱۷ اکتبر ۱۹۴۰ – ۱۰ دسامبر ۲۰۱۹) بازیکن فوتبال سابق و مربی فوتبال، اهل بریتانیا بود.
از باشگاه‌هایی که در آن بازی کرده‌است می‌توان به باشگاه فوتبال بوستون یونایتد، باشگاه فوتبال کولچستر یونایتد، باشگاه فوتبال لینکولن سیتی، باشگاه فوتبال آکسفورد یونایتد، و باشگاه فوتبال شفیلد یونایتد اشاره کرد.